# طبقة تحت المخاطية
الطبقة تحت المخاطية (أوالنَّسيجَة تحت المخاطية) (بالإنجليزية: submucosa)‏ هي طبقة رقيقة من الأنسجة في مختلف أعضاء الجهاز الهضمي والجهاز التنفسي والجهاز البولي والجهاز التناسلي. إنها طبقة من النسيج الضام الكثيف غير المنتظم التي تدعم الغشاء المخاطي وترتبط بالطبقة العضلية، وهي الجزء الأكبر من العضلات الملساء التي تغطيها (الألياف التي تعمل بشكل دائري داخل طبقة من العضلات الطولية).
الطبقة تحت المخاطية (تحت + الغشاء المخاطي) هو غشاء مخاطي ما هو تحت المصل (تحت + مَصِلي) للغشاء المصلي.

## بنية
الأوعية الدموية والأوعية اللمفاوية والأعصاب التي تغذي الغشاء المخاطي سوف تمر من خلالها. في جدار الأمعاء، تنتشر العقد اللاَّوُدِّيّة الدقيقة حولها وتشكل الضفيرة تحت المخاطية (أو "ضفيرة مايسنر") حيث تتشابك الخلايا العصبية اللاَّوُدِّيّة قبل العقدة مع الألياف العصبية اللاحقة للعقدة التي تزود الغشاء المخاطي العضلي. من الناحية النسيجية، يُظهر جدار القناة الهضمية أربع طبقات مميزة وهي الغشاء المخاطي (التجويف)، والطبقة تحت المخاطية، وطبقة العضلات الخارجية، والطبقة الخارجية إما أن تكون غشاء مصلي أوالبَرَانِية.
تحتوي الطبقة تحت المخاطية في الجهاز الهضمي والجهاز التنفسي على الغدد تحت المخاطية التي تفرز المخاط.

## الأهمية السريرية
يلعب التعرف على الغشاء المخاطي دوراً مهماً في التنظير التشخيصي والعلاجي، حيث تستخدم كاميرات الألياف الضوئية الخاصة لإجراء الإجراءات على الجهاز الهضمي. عادةً ما تظهر تشوهات الغشاء المخاطي في حالات مثل أورام اللحمة المعدية المعوية.
يتم تحديد الطبقة تحت المخاطية أيضاً في الموجات فوق الصوتية بالمنظار؛ لتحديد عمق الأورام وتحديد التشوهات الأخرى. يعد حقن الصبغة أو المحلول الملحي أو الإبينفرين في الطبقة تحت المخاطية أمرًا ضروريًا في الإزالة الآمنة لبعض الأورام الحميدة.
يتضمن استئصال الغشاء المخاطي بالمنظار إزالة الطبقة المخاطية، ولكي يتم ذلك بأمان، يتم إجراء حقن صبغة بالطبقة تحت المخاطية لضمان السلامة في بداية الإجراء.
عند الإناث، تكون طبقات الرحم تحت المخاطية عرضة لتطوير الأورام الليفية أثناء الحمل وغالباً ما يتم استئصالها عند اكتشافها.

### الطبقة تحت المخاطية المعوية الدقيقة
الطبقة تحت المخاطية المعوية الدقيقة (SIS) هو نسيج تحت المخاطي في الأمعاء الدقيقة للفقاريات. يتم حصادها (عادةً من الخنازير) للمواد الهيكلية المزروعة في العديد من التطبيقات السريرية، عادةً الشبكات البيولوجية. لديهم مناعة منخفضة. بعض الاستخدامات قيد التحقيق تشمل سقالة لتجديد القُرص الفقري.
على عكس مواد السقالات الأخرى، يتم استبدال سقالة مصفوفة خارج الخلوية تحت المخاطية المعوية (SIS-ECM) القابلة للامتصاص بأنسجة مضيف جيدة التنظيم، بما في ذلك العضلات الهيكلية المتمايزة.

## الاكتشاف
اقترح مقال علمي نُشر في مارس 2018 مراجعة التعريف التشريحي للغشاء المخاطي. لقد رأوا لأول مرة نسيجاً غير مضغوط يجب أن يكون تحت المخاطية باستخدام تقنية تسمى التنظير المجهري. افترضوا أن الطبقة تحت المخاطية لم تكن مضغوطة كما شوهدت سابقاً في التحليل النسيجي ولكنها تشكل نمطاً شبكياً. لتأكيد النتائج التي توصلوا إليها، أجروا عينات ثابتة من القناة الصفراوية في وسط متجمد من أجل الحفاظ على شكل الطبقة تحت المخاطية. ثم أجروا تحليلاً نسيجياً وباستخدام العديد من تقنيات التلوين، وصفوا الطبقة تحت المخاطية على أنها شبكة من الفرق الكولاجينية التي تفصل بين المساحات المفتوحة والمملوءة بالسوائل سابقاً. هذه المساحات محاطة بخلايا تشبه الخلايا الليفية +CD34. ومع ذلك، فإن هذه الخلايا خالية من السمات الهيكلية الدقيقة التي تدل على التمايز البطاني، بما في ذلك الحويصلات الاحتسائية وأجسام Weibel-Palade.

## صور إضافية

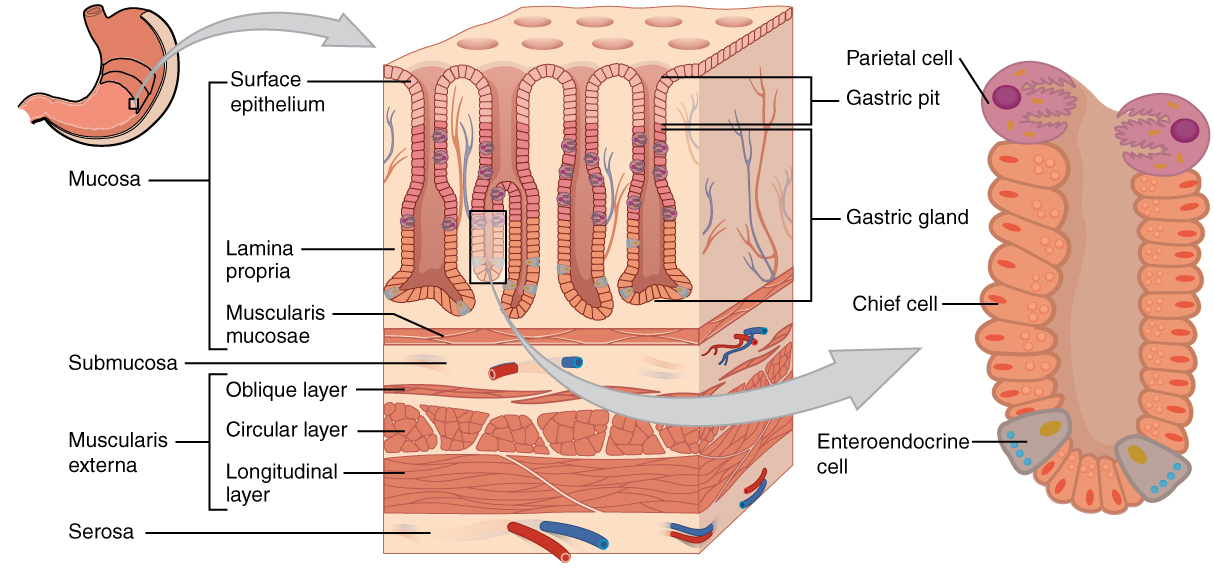
توضح الصورة الطبقات التي يتكون منها جدار المعدة
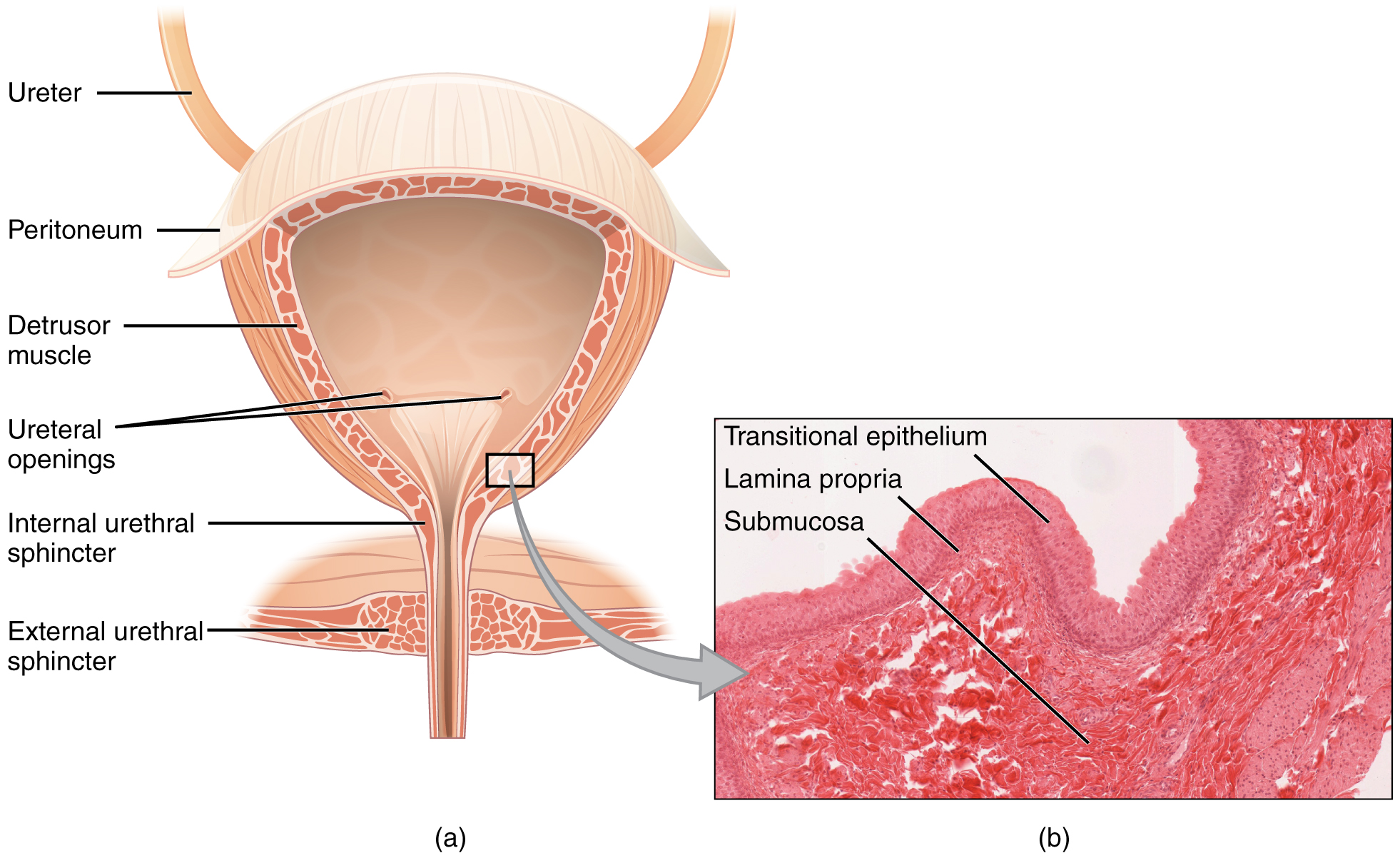
توضح الصورة تركيب المثانة والطبقة تحت المخاطية فيها
الهيكل العام للقناة الهضمية (موضح الطبقة تحت المخاطية).
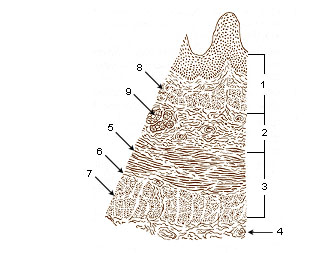
توضح الصورة مقطعاً من جدار المريء
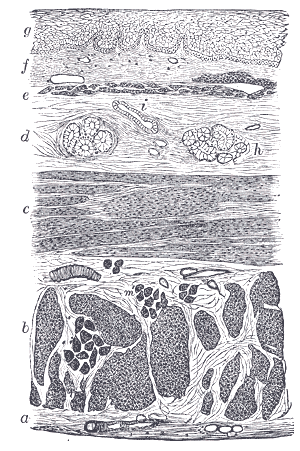
تبين الصورة مقطع من جدار المريء